# Marimar
Marimar è una telenovela messicana trasmessa su Las Estrellas dal 31 gennaio al 26 agosto 1994. È un remake della telenovela venezuelana del 1974 La indomable.

## Personaggi
- Maria del Mar "Marimar" Pérez de Santibáñez / Bella Aldama, interpretata da Thalía
- Sergio Santibáñez, interpretato da Eduardo Capetillo
- Angélica López de Santibáñez, interpretata da Chantal Andere